# Perclorato de césio
Perclorato de césio, CsClO4 é um perclorato de césio. Forma cristais brancos, os quais são moderadamente solúveis em água e  etanol. É mais facilmente dissolvido em água quente.
CsClO4 é o menos solúvel dos percloratos de metais alcalinos (seguido por Rb, K, Li, e Na), uma propriedade que pode ser utilizada para fins de separação de misturas e para análises gravimétricas. Esta baixa solubilidade desempenhou um importante papel na caracterização do frâncio como um metal alcalino, pois o perclorato de frâncio sofre co-precipitação com o perclorato de césio.
| Temperatura (°C)          | 0   | 8.5  | 14   | 25    | 40    | 50   | 60   | 70   | 99    |
| Solubilidade (g / 100 ml) | 0.8 | 0.91 | 1.91 | 1.974 | 3.694 | 5.47 | 7.30 | 9.79 | 28.57 |

Quando aquecido, CsClO4 decompõe-se em cloreto de césio acima de 250 °C. Como os demais percloratos, é um forte oxidante e pode reagir violentamente com redutores e compostos orgânicos, principalmente em altas temperaturas.

## Refrências
1. 1 2  Perry, Dale L.; Phillips, Sidney L. (1995), Handbook of Inorganic Compounds, CRC Press.
2. 1 2  Brezina, F.; Mollin, J.; Pastorek, R.; Sindelar, Z. (1986), Chemicke tabulky anorganickych sloucenin, SNTL.
3. ↑  Norman N. Greenwood; Alan Earnshaw, "Chemistry of the Elements", 1984, Pergamon Press. p. 1017. ISBN 0-08-022057-6..
4. ↑  Hyde, E. K. (1952), «Radiochemical Methods for the Isolation of Element 87 (Francium)», J. Am. Chem. Soc., 74 (16): 4181–84, doi:10.1021/ja01136a066